# Цибен Жамцарано
Цибен Жамцарано (монг. Жамсрангийн Цэвээн, рос. Цыбен Жамцаранович Жамцарано; 1881 — 14 травня 1942) — бурятський, монгольський науковець, громадсько-політичний діяч, один із творців соціалістичного ладу монголів. Член-кореспондент Академії наук СРСР, доктор філологічних наук.

## Біографія
Народився в 1881 році в місцевості Судунтуй на території нинішнього Агінського округу в сім'ї зайсана Хойто-Агінського родового управління.
Початкову освіту здобув, закінчивши Читинське міське трикласне училище. Потім навчався в Санкт-Петербурзі в гімназії, заснованої Петром Бадмаєвом. Однак через конфлікт, викликаний спробою примусити його прийняти православ'я, змушений залишити гімназію.
1898—1901 — студент Іркутської учительської семінарії. Тут, в Іркутську, Жамцарано робить перші спроби збору фольклорного матеріалу бурятів. Згодом він писав: «Моя дитяча любов до всього народного, до старовини, епосу і шаманства продовжувала мене захоплювати сильніше і сильніше. Нарешті я не витримав, і з першого ж класу Іркутської учительській семінарії, тобто з 1898 року, розпочав свої пробні поїздки по алларських і кудинських бурятах, почав записувати і збирати все, що відносилося до епосу і шаманства».
1901—1902 — вчитель Агінського парафіяльного училища.
З 1903 — бухгалтер-ревізор Санкт-Петербурзького університету.
Об'їздив райони етнічної Бурятії з метою збирання фольклору.
З 1905 починає суспільно-політичну діяльність.
1907—1908 — лектор монгольської мови в Санкт-Петербурзькому університеті.
У 1913 році ініціює видання першого періодичного видання в Монголії — «Новое зерцало». До 1917 багато подорожує по Монголії, працює при дворі правителя Богдо-гегена VIII.
1917—1918 — член Бурнацкому, другий після Рінчіно голова Бурнацкому (грудень 1917 року — березень 1918 року), комісар з нацпитань Забайкальської області, викладач Іркутського університету.
Член Партії соціалістів-революціонерів, потім — лівий есер. У той період виступав з позицій нейтралітету бурятів в Громадянській війні в Росії.
Брав участь у підготовці I з'їзду Монгольської народної партії, автор статуту і так званої Кяхтинської платформи нової партії (Маніфесту МНП).
Як член ЦК МНП (до 1925 року) в липні 1921 року представляв свою партію на III Конгресі Комінтерну в Москві і був призначений уповноваженим Монгольського тимчасового уряду і ЦК МНП для встановлення відносин Монголії з РРФСР.
У 1921 році входив до складу першого монгольського народного уряду як «товариш міністра» (заступника міністра) внутрішніх справ, до 1932 року працював на різних держпосадах МНР.
У 1932 висланий з МНР в період «загострення класової боротьби».
З 1932 по 1937 працює в Інституті сходознавства АН СРСР р. в Ленінграді. На основі оригінальних джерел написав ряд дослідницьких праць. Президія Академії наук СРСР присвоїв Ц. Жамцарано вчений ступінь доктора філологічних наук. Незабаром він обраний членом-кореспондентом АН СРСР.
У 11 серпня 1937 заарештований. 19 лютого 1940 р. засуджений Особливою нарадою НКВС СРСР до 5 років ВТТ. Помер 14 травня 1942 у Соль-Ілецькій в'язниці.